# De Geuzen (stripreeks)
De Geuzen is een stripreeks gemaakt door Willy Vandersteen. Andere medewerkers aan de strip zijn Eric De Rop, Eugeen Goossens en Rita Bernaers. 
Al in 1972 werkte Vandersteen aan een strip genaamd De Geuzen. Deze eerste versie was wat komischer van aard, meer in de lijn van Asterix. Uiteindelijk kwam het verhaal niet verder dan elf platen, die in 1976 werden gepubliceerd in het blad Ciso Stripgids.
Pas in de jaren tachtig pakte Vandersteen het idee voor een strip over de Geuzen weer op. De stripreeks liep van 1985 tot aan Vandersteens dood in 1990 en was diens laatste serie. Hij liet uitdrukkelijk vastleggen dat niemand anders de reeks na zijn dood mocht voortzetten.
De strip speelt zich af in de zestiende eeuw tijdens de Spaanse overheersing in de Lage Landen. Willem van Oranje leidt de geuzen en Filips II van Spanje stuurt de hertog van Alva om de opstandelingen te onderdrukken.
De Geuzen haalde veel van haar inspiratie uit Tijl Uilenspiegel, een boek waar Vandersteen al eerder een stripreeks (ook genaamd Tijl Uilenspiegel) rond maakte. Zo kunnen Hannes, Veerle en Tamme gezien worden als Tijl Uilenspiegel, Nele en Lamme Goedzak. Boelkins naam doet ook sterk denken aan Soetkin, de moeder van Tijl. De naam Soetkin wordt verder in het vijfde album als naam van een ander personage gebruikt.
Na een aantal albums veranderde de strip van karakter: de op tv-series geïnspireerde personages Johan Rattenbol en Alexis Kollenbie verdwijnen na deel 3 uit de serie, evenals de Spaanse generaal Sangria de Pajella. De grootste verandering vindt plaats vanaf deel 5, waarin de tekenstijl realistischer wordt, de kaders groter, en de karakters Dostranamus, Alwina, Knullus, Carolus en Boelkin uit het verhaal verdwijnen. Bovendien blijkt Veerle plotseling een uitstekend boogschutter te zijn en wordt een nieuw personage geïntroduceerd: de geheimzinnige kluizenaar Maldor.
Aan het eind van de eerste vijf albums werd een ets van Pieter Bruegel de Oude gereproduceerd.
In augustus 2021 bracht de Standaard Uitgeverij via crowdfunding een herdruk uit in hardcover van alle tien de delen in een oplage van 925 exemplaren.
In 2025 gaat Standaard Uitgeverij de Geuzen uitbrengen in twee integralen. 

## Personages
De volgende personages komen in meerdere albums voor:
- Hannes: hoofdpersoon, troubadour en boodschapper
- Veerle: boerendochter en verliefd op Hannes
- Tamme: knecht van Carolus en vriend van Hannes
- Witte Weerlicht: paard van Veerle
- Maldor: kluizenaar, alchemist en wetenschapper (vanaf deel 5)
- Carolus en Boelkin: de ouders van Veerle (tot en met deel 4)
- Dostranamus en Alwina: magiër/alchemist/uitvinder en zijn gezellin, Dostranamus' naam is een woordspeling op Nostradamus (tot en met deel 4)
- Johan Rattenbol en Alexis Kollenbie[4]: twee verraders (baljuw van Schalkendael en rijke dame die de graanhandel beheert) die heulen met de Spanjaarden (tot en met deel 3)
- Generaal Sangria de Pajella en zijn leger Spanjaarden (tot en met deel 3)

## Albums
1. De zeven jagers (1985)
2. De ekster op de galg (1986)
3. Flodderbes, de heks (1986)
4. De rattenvanger (1987)
5. Soetkin, de waanzinnige (1987)
6. Onheil boven Damme (1988)
7. Strijd om slot Loevestein (1989)
8. Verraad in Duindijke (1989)
9. De nacht van de satanszoon (1989)
10. De wildeman van Gaasbeek (1990)